# Cox Scrub Conservation Park
Cox Scrub Conservation Park är en park i Australien. Den ligger i delstaten South Australia, omkring 47 kilometer söder om delstatshuvudstaden Adelaide. Arean är 5,4 kvadratkilometer.
Runt Cox Scrub Conservation Park är det glesbefolkat, med 12 invånare per kvadratkilometer.. Närmaste större samhälle är Strathalbyn, omkring 17 kilometer nordost om Cox Scrub Conservation Park. 
Trakten runt Cox Scrub Conservation Park består till största delen av jordbruksmark. Genomsnittlig årsnederbörd är 729 millimeter. Den regnigaste månaden är juni, med i genomsnitt 133 mm nederbörd, och den torraste är december, med 21 mm nederbörd.